# The Rachael Ray Show
The Rachael Ray Show, también conocido como Rachael Ray, es un talk show protagonizado por Rachael Ray que debutó en la sindicación en los Estados Unidos y Canadá el 18 de septiembre de 2006. El programa, emitido diariamente con una hora de duración, es coproducido por Ray y Oprah Winfrey a través de Harpo Productions y distribuida a nivel nacional y mundial por CBS Television Distribution. El show es el último programa restante para tener la participación de King World Productions, el predecesor de CTD (KWP Studios, el último componente restante de King World, alberga los derechos de autor a la serie). Se filma en la facilidad de Nueva York de EUE/Screen Gems. La quinta temporada del show se estrenó el 20 de septiembre de 2010.
El concepto de este programa concentra en más que simplemente las habilidades culinarias de Ray; el programa también ofrece muchos otros contenidos, incluyendo entrevistas con celebridades, discusiones provocativas, actuaciones musicales, y características innovadoras similares a las de The Oprah Winfrey Show. El plató cuenta con una plataforma giratoria, en la que la audiencia se sienta para que puedan ver la acción en la etapa circular que les rodea.
Según un artículo de Entertainment Tonight publicado el 9 de marzo de 2007, se reveló que la tema musical del programa fue escrito por John Cusimano, el marido de Ray. La tema original del programa fue actuada por The Neville Brothers, una banda que especializa en R&B, soul, y jazz. Su canción tiene el mismo ritmo de su éxito clásico "Yellow Moon," pero con líricas diferentes. Aaron Neville es el cantante de la canción.
En tanto 2008 y 2009, el show ganó el Premio Daytime Emmy para Mejor Entretenimiento en un Talk Show. Fue nominado por un tercer Premio Daytime Emmy en esa categoría en 2010, pero perdió a The Ellen DeGeneres Show. Rachael Ray también fue nominada para Mejor Presentador de Talk Show en 2007, 2009, y 2010, pero perdió a Ellen DeGeneres en 2007, las copresentadoras de The View en 2009, y el Dr. Mehmet Oz en 2010.
El programa se emite a lo largo de Estados Unidos, así como en los siguientes países: Australia, Brasil, Canadá, Alemania, Grecia, Islandia, India, Indonesia, Irlanda, Israel, América Latina, Líbano, Malasia, México, el Oriente Medio, Nueva Zelanda, Noruega, Filipinas, Polonia, Rumania, Arabia Saudita, Serbia, Singapur, Eslovenia, Sudáfrica, Corea del Sur, Suecia, Turquía, y el Reino Unido.